# Кордон (фільм)
Кордон (англ. The Border) — американська драма 1982 року.

## Сюжет
Поліцейський Чарлі Сміт, оселившись в штаті Техас, влаштовується на роботу в поліцію для охорони кордону між Мексикою та США. У пошуках роботи щодня перетинають кордон безліч мексиканців. На цьому наживаються поліцейські. Бандити викрадають мексиканських немовлят, щоб потім продавати їх. Виявивши злочинну змову поліції США та мексиканської мафії, Чарлі намагається з ними боротися.

## У ролях
| Актор              | Роль       |
| ------------------ | ---------- |
| Джек Ніколсон      | Чарлі Сміт |
| Гарві Кейтель      | Кет        |
| Валері Перрін      | Марсі      |
| Воррен Оутс        | Ред        |
| Ельпідія Каррільйо | Марія      |
| Шеннон Вілкокс     | Саванна    |
| Мануель Віескас    | Хуан       |
| Джеф Морріс        | Джей ДЖей  |
| Майк Гомес         | Мануель    |
| Дірк Блокер        | Біф        |